# Технічний регламент обмеження використання деяких небезпечних речовин в електричному та електронному обладнанні
«Технічний регламент обмеження використання деяких небезпечних речовин в електричному та електронному обладнанні» — чинний в Україні з 19 грудня 2008 технічний регламент.
Регламент затверджений 3 грудня 2008 постановою Кабінету Міністрів України . Регламент був розроблений на підставі положень Директиви Європейського Парламенту та Ради Європейського Союзу 2002/95/ЄС від 27 січня 2003 р.
Однак в наступні роки до Директиви 2002/95/ЄС було внесено ряд змін та доповнень, що зробило Технічний регламент не гармонізованим з цією Директивою, зокрема в частині дозволеності застосування DecaBDE (декабромований дифеніл ефіру).

## Мета
Впровадження регламенту має сприяти:
- приведенню законодавства України у відповідність до законодавства ЄС;
- безпеці для життя та здоров'я громадян та захисту довкілля;
- підвищення конкурентоспроможності української продукції через забезпечення її відповідності чинним у ЄС вимогам;
- вільному переміщенню на території України обладнання, що відповідає вимогам цього регламенту.

## Сфера дії
Дія регламенту поширюється на наступне електричне та електронне устаткування:
- Велика побутова техніка (холодильники, пральні машини, електронагрівальні прилади).
- Дрібна побутова техніка (пилососи, тостери, жаровні, вентилятори).
- Телекомунікаційна апаратура й апаратура для обробки інформації (комп'ютери, ноутбуки).
- Споживча апаратура (радіоприймачі, відеокамери).
- Освітлювальна апаратура.
- Електричні та електронні інструменти.
- Іграшки, устаткування для відпочинку та спорту.
- Автоматичні пристрої розподілу та дозування продукції.

Дія регламенту не поширюється на електричне та електронне обладнання, уведене в обіг до набрання чинності цим регламентом.
Відстеження результативності впровадження цього регуляторного акта буде здійснюватись за показниками результативності цього регуляторного акта Міністерством промислової політики України.

## Впровадження регламенту
Мінпромполітики України поклало на Державний випробувальний центр «ОМЕГА» (м. Севастополь) та Державне підприємство "Державний сертифікаційний центр синтетичних миючих засобів та виробів електронної техніки «ЕЛХІМ» (ДП "ДСЦ «ЕЛХІМ», м. Київ) надання консультацій та проведення методичної роботи з застосування цього регламенту.
Для впровадження цього Технічного регламенту планувалось:
- провести аналіз чинних в Україні нормативних документів (ДСТУ, ГОСТ), що не відповідають вимогам, встановленим у Технічному регламенту, та провести їх відповідне коригування;
- провести підготовку українських підприємств стосовно обмеження використання деяких небезпечних речовин для виконання вимог цього Технічного регламенту.

Для цього передбачалася роз'яснювальна робота (засоби масової інформації, семінари, конференції тощо) серед підприємств-виробників та постачальників щодо необхідного виконання встановлених у Технічному регламенті вимог.
Після виконання зазначених вище дій планувалося ввести обов'язкове застосування Технічного регламенту.
Після впровадження Технічного регламенту виробники нового електричного та електронного обладнання, яке підпадає під категорії, визначені у додатку 1 до Технічного регламенту не будуть використовувати свинець, ртуть, кадмій, шестивалентний хром, полібромбіфеніл (ПББ) та полібромдіфенілові ефіри (ПБДЕ), або їх відсотковий склад не буде перевищувати значення, встановлені у додатку 2 до Технічного регламенту.

## Державний ринковий нагляд
Згідно з пунктом 7 «Плану заходів із застосування Технічного регламенту обмеження використання деяких небезпечних речовин в електричному та електронному обладнанні на 2009—2011 роки» з 2011 Мінпромполітики та Держспоживстандарт України мав право контролю за дотриманням вимог регламенту виробниками електричного та електронного обладнання.
Однак ніде не встановлено, яка доказова база повинна бути надана виробником. Така ситуація дозволяє виробнику застосувати будь-який запропонований ним спосіб підтвердження.
Відповідно до статті 10 Закону України «Про державний ринковий нагляд і контроль нехарчової продукції» Кабінет Міністрів України 1 червня 2011 визначив Держспоживінспекцію як орган державного ринкового нагляду у сфері електричного та електронного обладнання, на яке поширюється дія цього Технічного регламенту. 

### Підтвердження відповідності
Технічним регламентом не встановлені процедури підтвердження відповідності обладнання його вимогам, виробник може для цієї мети використовувати будь-який модуль, передбачений
«Технічним регламентом модулів оцінки відповідності …», завержденним постановою Кабінету Міністров України від 07.10.2003 р. № 1585. Обов'язковості складання декларації про відповідність Технічним регламентом не передбачено.

### Маркування
Маркування обладнання національним знаком відповідності або іншим знаком Технічним регламентом не передбачено.
Однак на розгляді у Раді Міністрів та Європейському парламенті знаходиться нова версія Директиви, яка уже передбачає маркування знаком СЄ.
З урахуванням цього «Технічний регламент з обмеження використання деяких небезпечних речовин в електричному та електронному обладнанні» буде переглядатися.

## Виноски
1. 1 2  «Про затвердження Технічного регламенту обмеження використання деяких небезпечних речовин в електричному та електронному обладнанні».[недоступне посилання з червня 2019] Постанова Кабінету Міністрів України від 3 грудня 2008 р. N 1057
2. ↑  Директива RoHS українською мовою. Архів оригіналу за 5 березня 2016. Процитовано 18 червня 2010. [Архівовано 2016-03-05 у Wayback Machine.]
3. ↑  Наказ Мінпромполітики України від 25 лютого 2009 року N 154
«Щодо впровадження Технічного регламенту обмеження використання деяких небезпечних речовин в електричному та електронному обладнанні»
4. ↑  Архівована копія. Архів оригіналу за 23 січня 2011. Процитовано 13 червня 2010.{{cite web}}:  Обслуговування CS1: Сторінки з текстом «archived copy» як значення параметру title (посилання) [Архівовано 2011-01-23 у Wayback Machine.]
5. ↑  Аналіз регуляторного впливу. Архів оригіналу за 25 березня 2010. Процитовано 13 червня 2010. [Архівовано 2010-03-25 у Wayback Machine.]
6. ↑  rada.gov.ua[недоступне посилання з червня 2019] Постанова Кабінету Міністрів України від 1 червня 2011 р. N 573 «Про затвердження переліку органів державного ринкового нагляду та сфер їх відповідальності»
7. ↑  http://ec.europa.eu/environment/waste/weee/index_en.htm